# Newton de Andrade Cavalcanti
Newton de Andrade Cavalcanti (* 25. Oktober 1885 in Palmeira dos Indios, Alagoas; † 25. November 1965) war ein brasilianischer General.

## Leben
Andrade Cavalcanti absolvierte eine Offiziersausbildung im Heer (Exército Brasileiro) der Streitkräfte (Forças Armadas do Brasil) und fand im Anschluss verschiedene Verwendungen als Offizier sowie Stabsoffizier. Er war vom 6. April 1931 bis zum 24. Februar 1933 Leiter des Militärzentrums für körperliche Ausbildung ( Centro de Educação Física do Exército Brasileiro) und wurde dort am 15. Oktober 1931 zum Oberstleutnant befördert. Kurz nach seiner Beförderung zum Oberst am 10. Februar 1933 wurde er 1933 Kommandeur der 9. Militärregion (9.ª Região Militar) und verblieb in dieser Funktion bis 1935. Im Anschluss war er vom 7. Mai bis zum 20. Juli 1935 kommissarischer Leiter des Militärischen Haushalts von Staatspräsident Getúlio Vargas. Er übernahm am 7. November 1935 von Ari Parreiras den Posten als kommissarischer Gouverneur des Bundesstaates Rio de Janeiro, wurde aber bereits fünf Tage später in diesem Amt vom bisherigen Marineminister Protógenes Guimarães abgelöst. Im Anschluss wurde er 1935 Kommandeur des 1. Regiments und als solcher am 28. November 1935 zum Brigadegeneral befördert.
Danach wurde Andrade Cavalcanti 1937 erst Kommandeur der 1. Brigade und war anschließend vom 17. März bis zum 12. Juni 1937 Kommandeur der 4. Brigade. Nach seiner Beförderung zum Generalmajor am 13. März 1942 war er bis zum 20. November 1942 Kommandeur der 4. Militärregion (4.ª Região Militar). Danach war er zwischen dem 20. November 1942 und Januar 1943 Generalinspekteur der 1. Gruppe der Militärregionen sowie von Januar bis Februar 1943 erst Kommandeur der 5. Militärregion (5.ª Região Militar), ehe er zwischen dem 16. Februar 1943 und dem 24. Juni 1944 Kommandeur der 7. Militärregion (7.ª Região Militar) war. Er war vom 2. Januar 1945 bis zum 3. April 1946 erstmals Oberkommandierender der Militärkommandos Süd CMS (Comando Militar do Sul). 1946 fungierte er kurze Zeit als kommissarischer Kriegsminister und wurde am 26. September 1946 zum General befördert. Er fungierte später von 1949 bis Januar 1951 als Chef des Militärkabinetts von Staatspräsident Eurico Gaspar Dutra sowie zuletzt zwischen dem 14. Mai und dem 22. Oktober 1951 erneut als Oberkommandierender der Militärkommandos Süd CMS (Comando Militar do Sul).

## Weblink
- Eintrag in Generals.dk